# Immeuble au 12, allée du Port-Maillard de Nantes
L'immeuble, bâti au XVIIIe siècle, est situé au no 12 de l'allée du Port-Maillard à Nantes, en France. L'immeuble a été inscrit au titre des monuments historiques en 1951.

## Historique
Le bâtiment est inscrit au titre des monuments historiques par arrêté du 2 juillet 1951.